# Návrat z ráje (Simpsonovi)
Návrat z ráje (v anglickém originále Bart's Not Dead) je 1. díl 30. řady (celkem 640.) amerického animovaného seriálu Simpsonovi. Scénář napsala Stephanie Gillisová a díl režíroval Bob Anderson. V USA měl premiéru dne 30. září 2018 na stanici Fox Broadcasting Company a v Česku byl poprvé vysílán 4. února 2019 na stanici Prima Cool.
Stephanie Gillisová získala za Návrat z ráje Cenu Sdružení amerických scenáristů.

## Děj
Líza hraje na saxofon na Studentském školním festivalu. Jimbo, Dolph a Kearney vyzvou Barta, aby spustil požární poplach, ale on odmítne, protože nechce své sestře zkazit vystoupení. Marge je na něj pyšná, ale Homer se za něj stydí a říká mu, že se musí „hecnout“. V kaňonu Ozvěn ho Nelson, Jimbo, Dolph a Kearney vyzvou, aby skočil z římsy „Mrtvého muže“. „Hecne“ se a spadne na beton.
Ve Springfieldské nemocnici se Bart probudí. Marge je na něj naštvaná, že udělal takovou hloupost. Rozhodne se jí zalhat, že byl v ráji. I přes Lízino varování Bart dál lže o ráji, a stane se populárním. Do domu přijdou křesťanští filmoví producenti, kteří chtějí o jeho zážitku natočit film, a Bart donutí Homera a Neda, aby na filmu pracovali společně. Na castingu vedou rozhovor s Emily Deschanelovou, která se uchází o roli Marge, a s Gal Gadotovou ucházející se o roli Lízy.
Začíná natáčení filmu, ale Bartovi narůstá pocit viny a začíná mít noční můry. V noční můře skončí v nebi, kde děda Bouvier prohraje kvůli Bartovi svou nohu a Ježíš Kristus ho zmlátí. Film Návrat z ráje má premiéru v kině Aztec, kde je spousta novinářů.
Doma se Bart přizná ke lhaní, Homer však předstírá překvapení. Vtom Líza oznámí, že film je hitem, který brzy vydělá 100 milionů dolarů. Marge trvá na tom, že by lidé měli znát pravdu, což se také stane. Na tiskové konferenci Homer a Ned oznámí, že zisk věnují na charitu. V noci Líza utěšuje Barta, který sedí na střeše. Uvolní se několik tašek a oba spadnou na zem, ale dopadnou do hromady listí shrabané Homerem, což Bart považuje za zázrak.
Starší Bart dorazí do nebe a setká se s Homerem, který ho povzbudí, aby se setkal s Ježíšem. On sám však uteče do hinduistického nebe a požádá Kršnu, aby ho poslal zpět na Zemi. Homer má na výběr, zda se převtělí do želvy, nebo do šéfa farmaceutické firmy, a okamžitě si vybere želvu.

## Přijetí
Dennis Perkins z webu The A.V. Club udělil dílu hodnocení B− a napsal: „Návrat z ráje (napsaný Stephanie Gillisovou) se snaží o návrat více zaměřený na postavy. Jistě, Bart, Homer a Flanders nakonec natočí film s křesťanskou tematikou, který nakonec vydělá 100 milionů dolarů, ale jádrem epizody je srdce.“
Jesse Schedeen z IGN udělil epizodě hodnocení 7,2 bodu z 10 možných a uvedl: „Návrat z ráje obstojí jako jedna z lepších premiér řady Simpsonových v posledních letech, a to především proto, že se spokojí s vyprávěním chytrého a zábavného příběhu, místo aby se spoléhala na triky. Nevyužívá sice plně své premisy, ale i tak tato epizoda přináší sžíravou satiru na výdělečné náboženské filmy a silný pohled na Bartovy vztahy s Homerem a Lízou. Doufejme, že tento díl je předzvěstí toho, co se v 30. sérii stane.“
Tony Sokol, kritik Den of Geek, ohodnotil díl třemi hvězdičkami z pěti s komentářem: „Návrat z ráje není úplně klasická epizoda, ale má všechny klasické prvky. V centru dílu je boj o Bartovu duši. Na veřejnosti může uctívat ďábla, ale když se nikdo nedívá, nebo v tomto případě když se dívají všichni, Bart se vždy postaví na stranu své matky a sestry. A vedení televize Fox, protože nemohlo dopustit, aby zcela přešel na temnou stranu. To je Homerovo teritorium. (…) Epizoda je poměrně dobrým příslibem pro 30. řadu, protože i když se Simpsonovi tomuto tématu věnovali už několikrát, ukazují, že nehodlají polevit v příležitostném rouhání. Po třiceti letech se seriál stal autoritou.“
Návrat z ráje dosáhl ratingu 1,4 s podílem 5 a sledovalo jej 3,24 milionu lidí, čímž se umístil na první příčce nejsledovanějších pořadů toho večera na stanici Fox.
Stephanie Gillisová získala za scénář k této epizodě Cenu Sdružení amerických scenáristů za vynikající scénář v kategorii animace na 71. ročníku předávání těchto cen.